# Anchistus gravieri
Anchistus gravieri är en kräftdjursart som beskrevs av Kemp 1922. Anchistus gravieri ingår i släktet Anchistus och familjen Palaemonidae. Inga underarter finns listade i Catalogue of Life.